# Pyrnus
Pyrnus is een geslacht van spinnen uit de  familie van de Trochanteriidae.

## Soorten
- Pyrnus aoupinie Platnick, 2002
- Pyrnus baehri Platnick, 2002
- Pyrnus fulvus (L. Koch, 1875)
- Pyrnus insularis Platnick, 2002
- Pyrnus magnet Platnick, 2002
- Pyrnus numeus Platnick, 2002
- Pyrnus obscurus (Berland, 1924)
- Pyrnus pins Platnick, 2002
- Pyrnus planus (L. Koch, 1875)